# Witloof Bay
Witloof Bay — бельгийская джаз-группа, участники которой поют в стиле а капелла. Основана в 2005 году в Брюсселе. Группа состоит из шести участников из всех регионов Бельгии (Валлонии, Фландрии и Брюсселя). В 2007 был выпущен дебютный одноимённый альбом.
12 февраля 2011 группа была выбрана чтобы представить Бельгию на конкурсе Евровидение 2011, который прошёл в мае 2011 в Дюссельдорфе (Германия). Коллектив выступил во втором полуфинале (12 мая) с песней «With love baby» («С любовью, детка»). Группа не прошла в финал песенного конкурса.

## Дискография

### Альбомы
- Witloof Bay (2007)

### Синглы
- With love baby (2011)